# Cory Stillman
Pour les articles homonymes, voir Stillman.
Cory Stillman (né le 20 décembre 1973 à Peterborough, dans la province de l'Ontario au Canada) est un joueur professionnel canadien de hockey sur glace. Il remporte à deux occasions la Coupe Stanley avec le Lightning de Tampa Bay en 2003-2004 puis avec les Hurricanes de la Caroline lors de la saison suivante, en 2005-2006.

## Biographie
Il est repêché par les Flames de Calgary lors du repêchage d'entrée dans la LNH 1992, à la 6e position de la première ronde. Stillman est échangé aux Blues de Saint-Louis le 13 mars 2001 en retour de Craig Conroy.
Il joue trois saisons avec l'équipe des Blues avant d'être échangé au Lightning de Tampa Bay lors du repêchage de 2003 en retour d'un choix de deuxième ronde (David Backes). Il remporte la Coupe Stanley avec l'équipe 2003-2004 du Lightning, alors que son équipe bat les Flames de Calgary ; il connaît alors sa meilleure saison, récoltant un total de 80 points en 81 matchs.
Durant l'été 2005, Stillman signe un contrat de trois ans avec les Hurricanes de la Caroline ; il remporte une nouvelle la Coupe Stanley avec l'équipe 2005-2006 des Hurricanes. Le 11 février 2008 les Hurricanes l'envoient en compagnie de Mike Commodore aux Sénateurs d'Ottawa en retour de Joe Corvo et Patrick Eaves. Le 1er juillet 2008, il signe un contrat de trois ans avec les Panthers de la Floride.
Le 24 février 2011, il est échangé aux Hurricanes en retour de Ryan Carter et un choix de cinquième tour au repêchage d'entrée dans la LNH 2011. Le 8 septembre, il annonce sa retraite et devient responsable du développement des espoirs avec les Panthers.

## Statistiques de carrière
Pour les significations des abréviations, voir Statistiques du hockey sur glace.
| Saison     | Équipe                    | Ligue      |       | Saison régulière | Saison régulière | Saison régulière | Saison régulière | Saison régulière |    | Séries éliminatoires | Séries éliminatoires | Séries éliminatoires | Séries éliminatoires | Séries éliminatoires |
| Saison     | Équipe                    | Ligue      | PJ    | B                | A                | Pts              | Pun              | PJ               | B  | A                    | Pts                  | Pun                  |                      |                      |
| 1990-1991  | Spitfires de Windsor      | LHO        | 64    | 31               | 70               | 101              | 31               | 11               | 3  | 6                    | 9                    | 8                    |                      |                      |
| 1991-1992  | Spitfires de Windsor      | LHO        | 53    | 29               | 61               | 90               | 59               | 7                | 2  | 4                    | 6                    | 8                    |                      |                      |
| 1992-1993  | Équipe Canada             | Intl       | 1     | 0                | 0                | 0                | 0                | -                | -  | -                    | -                    | -                    |                      |                      |
| 1992-1993  | Petes de Peterborough     | LHO        | 61    | 25               | 55               | 80               | 55               | 18               | 3  | 8                    | 11                   | 18                   |                      |                      |
| 1993-1994  | Flames de Saint-Jean      | LAH        | 79    | 35               | 48               | 83               | 52               | 7                | 2  | 4                    | 6                    | 16                   |                      |                      |
| 1994-1995  | Flames de Saint-Jean      | LAH        | 63    | 28               | 53               | 81               | 70               | 5                | 0  | 2                    | 2                    | 2                    |                      |                      |
| 1994-1995  | Flames de Calgary         | LNH        | 10    | 0                | 2                | 2                | 2                | -                | -  | -                    | -                    | -                    |                      |                      |
| 1995-1996  | Flames de Calgary         | LNH        | 74    | 16               | 19               | 35               | 41               | 2                | 1  | 1                    | 2                    | 0                    |                      |                      |
| 1996-1997  | Flames de Calgary         | LNH        | 58    | 6                | 20               | 26               | 14               | -                | -  | -                    | -                    | -                    |                      |                      |
| 1997-1998  | Flames de Calgary         | LNH        | 72    | 27               | 22               | 49               | 40               | -                | -  | -                    | -                    | -                    |                      |                      |
| 1998-1999  | Flames de Calgary         | LNH        | 76    | 27               | 30               | 57               | 38               | -                | -  | -                    | -                    | -                    |                      |                      |
| 1999-2000  | Flames de Calgary         | LNH        | 37    | 12               | 9                | 21               | 12               | -                | -  | -                    | -                    | -                    |                      |                      |
| 2000-2001  | Flames de Calgary         | LNH        | 66    | 21               | 24               | 45               | 45               | -                | -  | -                    | -                    | -                    |                      |                      |
| 2000-2001  | Blues de Saint-Louis      | LNH        | 12    | 3                | 4                | 7                | 6                | 15               | 3  | 5                    | 8                    | 8                    |                      |                      |
| 2001-2002  | Blues de Saint-Louis      | LNH        | 80    | 23               | 22               | 45               | 36               | 9                | 0  | 2                    | 2                    | 2                    |                      |                      |
| 2002-2003  | Blues de Saint-Louis      | LNH        | 79    | 24               | 43               | 67               | 56               | 6                | 2  | 2                    | 4                    | 2                    |                      |                      |
| 2003-2004  | Lightning de Tampa Bay    | LNH        | 81    | 25               | 55               | 80               | 36               | 21               | 2  | 5                    | 7                    | 15                   |                      |                      |
| 2005-2006  | Hurricanes de la Caroline | LNH        | 72    | 21               | 55               | 76               | 32               | 25               | 9  | 17                   | 26                   | 14                   |                      |                      |
| 2006-2007  | Hurricanes de la Caroline | LNH        | 43    | 5                | 22               | 27               | 24               | -                | -  | -                    | -                    | -                    |                      |                      |
| 2007-2008  | Hurricanes de la Caroline | LNH        | 55    | 21               | 25               | 46               | 14               | -                | -  | -                    | -                    | -                    |                      |                      |
| 2007-2008  | Sénateurs d'Ottawa        | LNH        | 24    | 3                | 16               | 19               | 10               | 4                | 2  | 0                    | 2                    | 2                    |                      |                      |
| 2008-2009  | Panthers de la Floride    | LNH        | 63    | 17               | 32               | 49               | 37               | -                | -  | -                    | -                    | -                    |                      |                      |
| 2009-2010  | Panthers de la Floride    | LNH        | 58    | 15               | 22               | 37               | 22               | -                | -  | -                    | -                    | -                    |                      |                      |
| 2010-2011  | Panthers de la Floride    | LNH        | 44    | 7                | 16               | 23               | 20               | -                | -  | -                    | -                    | -                    |                      |                      |
| 2010-2011  | Hurricanes de la Caroline | LNH        | 21    | 5                | 11               | 16               | 4                | -                | -  | -                    | -                    | -                    |                      |                      |
| Totaux LNH | Totaux LNH                | Totaux LNH | 1 025 | 278              | 449              | 727              | 489              | 82               | 19 | 32                   | 51                   | 43                   |                      |                      |

## Trophées et honneurs personnels
- 1990-1991 : nommé dans l'équipe d'étoiles des recrues[Note 1] de la LHO
- 2003-2004 : remporte la Coupe Stanley avec le Lightning de Tampa Bay
- 2005-2006 : remporte la Coupe Stanley avec les Hurricanes de la Caroline